# Älvvikssjön
Älvvikssjön är en sjö i Nynäshamns kommun i Södermanland och ingår i Tyresån-Trosaåns kustområde. Sjön är 8,6 meter djup, har en yta på 0,446 kvadratkilometer och befinner sig 5,1 meter över havet.

## Delavrinningsområde
Älvvikssjön ingår i det delavrinningsområde (653914-162096) som SMHI kallar för Utloppet av Älvviken. Medelhöjden är 27 meter över havet och ytan är 15,42 kvadratkilometer. Det finns inga avrinningsområden uppströms utan avrinningsområdet är högsta punkten. Avrinningsområdets utflöde mynnar i havet. Avrinningsområdet består mestadels av skog (50 procent), öppen mark (21 procent) och jordbruk (18 procent). Avrinningsområdet har 1,14 kvadratkilometer vattenytor vilket ger det en sjöprocent på 5,3 procent. Bebyggelsen i området täcker en yta av 0,77 kvadratkilometer eller 4 procent av avrinningsområdet.